# تشيب ديفيس
تشيب ديفيس (بالإنجليزية: Chip Davis)‏ هو مغني وملحن أمريكي، ولد في 15 نوفمبر 1947 في هاملر في الولايات المتحدة.

## وصلات خارجية
- تشيب ديفيس على موقع IMDb (الإنجليزية)
- تشيب ديفيس على موقع ميوزك برينز (الإنجليزية)
- تشيب ديفيس على موقع ديسكوغز (الإنجليزية)
- تشيب ديفيس على موقع قاعدة بيانات الفيلم (الإنجليزية)